# Eerste van der Helststraat
De Eerste van der Helststraat is een straat in Amsterdam-Zuid, De Pijp. De straat loopt van noord naar zuid vanaf de Stadhouderskade, Singelgracht  naar het Sarphatipark. Het gedeelte tussen Gerard Doustraat en Sarphatipark droeg rond 1900 de naam Verlengde van der Helststraat.
De straat is genoemd naar kunstschilder Bartholomeus van der Helst en is in eerste instantie aangelegd als Van der Helststraat. De straat liep toen ook niet verder dan de Ceintuurbaan. Ten zuiden van die scheidslaan lag de gemeente Nieuwer-Amstel. Door de aanleg van het park Sarphatipark en de benoeming van de aanliggende straten tot Sarphatipark werd de straat ingekort en kreeg het haar definitieve naam en vorm. In de straat zit ter hoogte van het Gerard Douplein een knik. 
De straat is gebouwd aan het eind van de 19e eeuw, in tijden dat er soms onvoldoende geld was de gebouwen correct neer te zetten. Er moest rond 2000 op sommige plaatsen gesloopt en gerenoveerd worden. Inrijdend vanaf de Stadhouderskade is het een eigenlijk een binnenstraat van de Heineken. Rechts staat de oude brouwerij, links liggen kantoren van Heineken. In de straat was tot eind 20e eeuw Heineken Zonweringen (en ook glazenwasserij) gevestigd. Het traject naar en van Albert Cuypstraat is uitsluitend bedoeld voor voetgangers, in verband met brandveiligheid kunnen echter nooddiensten de straat wel door.
Opmerkelijk punten:
- Beeld Nachtwacht, een uil gemonteerd op de hoek met de Tweede Jacob van Campenstraat
- Eerste van der Helststraat 1 D-G, sierlijke gevel met rolluik
- Reproductie van Van der Helsts portret van Andries Bicker
- Gedenksteen Anja Joos
- Beeld Drie zuilen op het Gerard Douplein
- Albert Cuypmarkt
- gemeentelijk monument Eerste van der Helststraat 65-67, de messenwinkel.

De straat is vrij nauw en het is moeilijk voor te stellen dat in de jaren 1890 openbaar vervoer door de straat reed. De lijn werd geëxploiteerd door Amsterdamsche Centraal Tram-Omnibus Onderneming. De volgende route werd daarbij aangehouden: Leidseplein, Stadhouderskade (opening Vondelpark), Frans Halsstraat, Daniël Stalpertstraat, Verlengde van der Helststraat, Sarphatipark, Ceintuurbaan, Hemonystraat, Oosteinde, Sarphatistraat, Hogesluis, Amstel, Waterlooplein. Een enkele rit kostte 7,5 cent, een retour 12,5.